# Copa benina nigra
Copa benina là một phân loài nhện trong họ Corinnidae.
Loài này thuộc chi Copa. Copa benina nigra được Roger de Lessert miêu tả năm 1933.